# Rivière Deharveng
Der Rivière Deharveng, vormals Rivière Harveng, ist ein etwa 70 km langer Zufluss der Ungava Bay in der kanadischen Provinz Québec.

## Flusslauf
Der Rivière Deharveng bildet den Abfluss des 40 km langen und 200 m hoch gelegenen Sees Lac Gerido, 68 km südlich von Tasiujaq im Norden der Labrador-Halbinsel. Er durchfließt die Tundralandschaft des Kanadischen Schildes in überwiegend nördlicher Richtung. Am Flusslauf liegen die langgestreckten Seen Lac Lachance und Lac Deharveng. Der Rivière Deharveng mündet schließlich in die Baie Sèche, eine Seitenbucht des Ästuars des Rivière aux Feuilles an der Südwestküste der Ungava Bay. 5 km oberhalb der Mündung trifft der Rivière Sanirqitik rechtsseitig auf den Fluss. Etwa 5 km weiter westlich verläuft der Rivière Bérard ebenfalls nach Norden. Der Rivière Deharveng entwässert ein Gebiet von 1526 km². Weiter östlich befindet sich das Einzugsgebiet des Rivière Compeau. Der mittlere Abfluss liegt bei 14,9 m³/s.

## Namensgebung
Der Rivière Deharveng sowie der gleichnamige von dem Fluss durchflossene See wurden nach Charles Deharveng (1919–2007) benannt, ein Oblate, der aus dem belgischen Tournai stammte, 1946 in Kanada ankam und sieben oder acht Jahre in Goose Bay, Wabush und Labrador City verbrachte. Er war langjähriger Sekretär des Labrador School Board. 1991 war Pater Deharveng in Fort Liard in der Diözese MacKenzie-Fort Smith in den Nordwest-Territorien tätig.